# ريتشارد فورد
ريتشارد فورد (بالإنجليزية: Richard Ford) (ولد في 16 فبراير 1944) روائي أمريكي وكاتب قصة قصيرة. من أشهر أعماله رواية «المحرر الصحفي» وتتمتها، و«يوم الاستقلال»، و«تضاريس الأرض»، و«دعني أكن صريحًا معك»، ومجموعة القصص القصيرة «ينابيع الصخر»، التي تحتوي على العديد من القصص المختارة على نطاق واسع. تحولت روايته «حياة وحشية» إلى فيلم يحمل نفس الاسم في عام 2018.

## نشأته
ولد فورد في جاكسون، ميسيسيبي، كان الابن الوحيد لباركر كارول وإدنا فورد. كان والده باركر بائعًا متجولًا لصالح شركة فوتلس ستارش، الموجودة في مدينة كانساس. وقد قال فورد عن والدته: «كان طموحها الأول أن تكون في حالة حب مع والدي، وثانيًا أن تكون أمًاً بتكريس كامل». عندما بلغ فورد عامه الثامن، كان والده يعاني من نوبة قلبية حادة، لذا أمضى فورد الكثير من الوقت مع جده، الذي كان ملاكمًا سابقًا ومالك فندق في ليتل روك، أركنساس، وكان يزور والديه في ميسيسيبي. توفي والد فورد جراء نوبة قلبية ثانية في عام 1960. وكان منزل فورد في جاكسون مقابل منزل الكاتبة يودورا ويلتي.
كان جد فورد يعمل في السكك الحديدية. وفي سن التاسعة عشرة، قبل أن يقرر الالتحاق بالجامعة، بدأ فورد العمل في خط قطار ميسوري باسيفيك كمساعد مهندس قاطرة، وتعلم المهنة أثناء عمله. 
تلقى فورد درجة البكالوريوس من جامعة ولاية ميشيغان. بعد أن التحق بهدف دراسة إدارة الفنادق، انتقل ليدرس اللغة الإنجليزية. وبعد تخرجه، بدأ بالتدريس في المدرسة الإعدادية في فلينت، ميشيغان، والتحق بقوات مشاة بحرية الولايات المتحدة ولكن سُرح بعد إصابته بالتهاب الكبد. التقى كريستينا هنسلي في الجامعة، وأصبحت زوجته عام 1968.
على الرغم من أنه كان لديه عسر قراءة معتدل، طور فورد اهتمامًا كبيرًا بالأدب. وقد ذكر في المقابلات أن عسر القراءة لديه قد ساعده كقارئ، إذ أجبره على قراءة الكتب ببطء وبشكل مدروس. 
درس فورد في كلية الحقوق لفترة وجيزة لكنه تركها وشارك في برنامج الكتابة الإبداعية في جامعة كاليفورنيا في أيرفين لمتابعة الماجستير في الفنون الجميلة، الذي ناله عام 1970. اختار فورد هذا البرنامج ببساطة لأنهم «اعترفوا بي. أتذكر الحصول على طلب الالتحاق بآيوا، وكنت أظن أنهم لن يسمحوا لي أبدًا بالمشاركة. وأنا متأكد من أنني كنت على حق في ذلك أيضًا. لكن كعادتي لم أكن أعرف من يُدرس في أيرفين. لم أعلم أنه من المهم معرفة مثل هذه الأشياء. لم أكن أعد فضوليًا بين الشباب، على الرغم من أنني أعطي نفسي الفضل لعدم السماح لذلك بأن يثبط عزيمتي». في الواقع، كان أوكلي هال وإي إل دكتورو هما من يُدرس هناك، وأقر فورد بأنهما أثرا فيه. في عام 1971، اختير للعمل لمدة ثلاث سنوات في جمعية زملاء جامعة ميشيغان.

## جوائز
حصل على جوائز منها:
- جائزة  زيجفريد لنس  [لغات أخرى]‏ (2018)[17]
- جائزة فيمينا عن فئة الأدب الأجنبي  [لغات أخرى]‏ (2013)
- جائزة هارتلاند [الإنجليزية]‏ (2012)
- الدكتوراه الفخرية من جامعة رين 2 ‏
- جائزة بوليتزر عن فئة الأعمال الخيالية
- جائزة بن/مالامود
- جائزة بن/فاکنر عن فئة الأعمال الخيالية  [لغات أخرى]‏
- زمالة غوغنهايم
- زميل في الجمعية الملكية للأدب.

## وصلات خارجية
- ريتشارد فورد على موقع IMDb (الإنجليزية)
- ريتشارد فورد على موقع الموسوعة البريطانية (الإنجليزية)
- ريتشارد فورد على موقع مونزينجر (الألمانية)
- ريتشارد فورد على موقع ميوزك برينز (الإنجليزية)
- ريتشارد فورد على موقع إن إن دي بي (الإنجليزية)
- ريتشارد فورد على موقع ديسكوغز (الإنجليزية)
- ريتشارد فورد على موقع قاعدة بيانات الفيلم (الإنجليزية)

- ريتشارد فورد في قاعدة بيانات الأفلام على الإنترنت